# 巴拉基勒
巴拉基勒（英語： 或 ；東正教譯瓦拉希伊爾），希伯來文意思為「神的雷光」或「神的祝福」，有時也叫拜拉潔（Barachiel）、巴比爾（Barbiel）、拜丘（Barkiel）或巴拉魁爾（Baraquel），主要的熾天使之一，他藉著持神的閃電持行他的統治。

## 形象
祂在聖像中被描繪為於胸前手持一朶白色玫瑰花，或於衣飾，特別是外袍上散落著玫瑰花瓣。

## 職責
是掌管雙魚座（雙魚宮）－Pisces和2月的天使長。

## 禱文
一篇常見於東正教和某些民間天主教傳統中通用的聖巴拉基勒禱文如下：